# Rionegro, Antioquia
Rionegro là một khu tự quản thuộc tỉnh Antioquia, Colombia. Thủ phủ của khu tự quản Rionegro đóng tại Rionegro Khu tự quản Rionegro có diện tích 196 ki lô mét vuông. Đến thời điểm ngày 28 tháng 5 năm 2005, khu tự quản Rionegro có dân số 70352 người.